# Delångersån
Der Delångersån ist ein Fluss in der schwedischen Provinz Gävleborgs län.
Er bildet den Abfluss der Dellen-Seen. Er verlässt den Södra Dellen bei Näsviken, durchfließt den See Storsjön und fließt nach Iggesund, wo er in den Bottnischen Meerbusen mündet.
Seinen Haupt-Quellfluss bildet der Svågan, der bei Friggesund in den Norra Dellen mündet.